# Rose Bowl
Rose Bowl este un stadion multifuncțional din Pasadena, California, Statele Unite. Acesta este stadionulu clubului de fotbal american UCLA și găzduiește în principal meciuri de fotbal american universitar.
În trecut stadionul a găzduit evenimente la Jocurile Olimpice de vară din 1932 și 1984, și a fost unul din stadioanele gazdă la Campionatul Mondial de Fotbal 1994, pe el jucându-se și Finala Campionatului Mondial de Fotbal 1994.

## Meciuri la Campionatul Mondial de Fotbal 1994
| Data          | Ora (PDT) | Echipa #1                  | Rezultat       | Echipa #2 | Runda            | Spectatori |
| ------------- | --------- | -------------------------- | -------------- | --------- | ---------------- | ---------- |
| 18 iunie 1994 | 16.30     | Columbia                   | 1–3            | România   | Grupa A          | 93.586     |
| 19 iunie 1994 | 16.30     | Camerun                    | 2–2            | Suedia    | Grupa B          | 93.194     |
| 22 iunie 1994 | 16.30     | Statele Unite ale Americii | 2–1            | Columbia  | Grupa A          | 93.869     |
| 26 iunie 1994 | 13.00     | Statele Unite ale Americii | 0–1            | România   | Grupa A          | 93.869     |
| 3 iulie 1994  | 13.30     | România                    | 3–2            | Argentina | Optimi de finală | 90.469     |
| 13 iulie 1994 | 16.30     | Suedia                     | 0–1            | Brazilia  | Semifinale       | 91.856     |
| 16 iulie 1994 | 12.30     | Suedia                     | 4–0            | Bulgaria  | Fianla mică      | 91.500     |
| 17 iulie 1994 | 12.35     | Brazilia                   | 0–0 (3–2 pen.) | Italia    | Finala           | 94.194     |

## Concerte

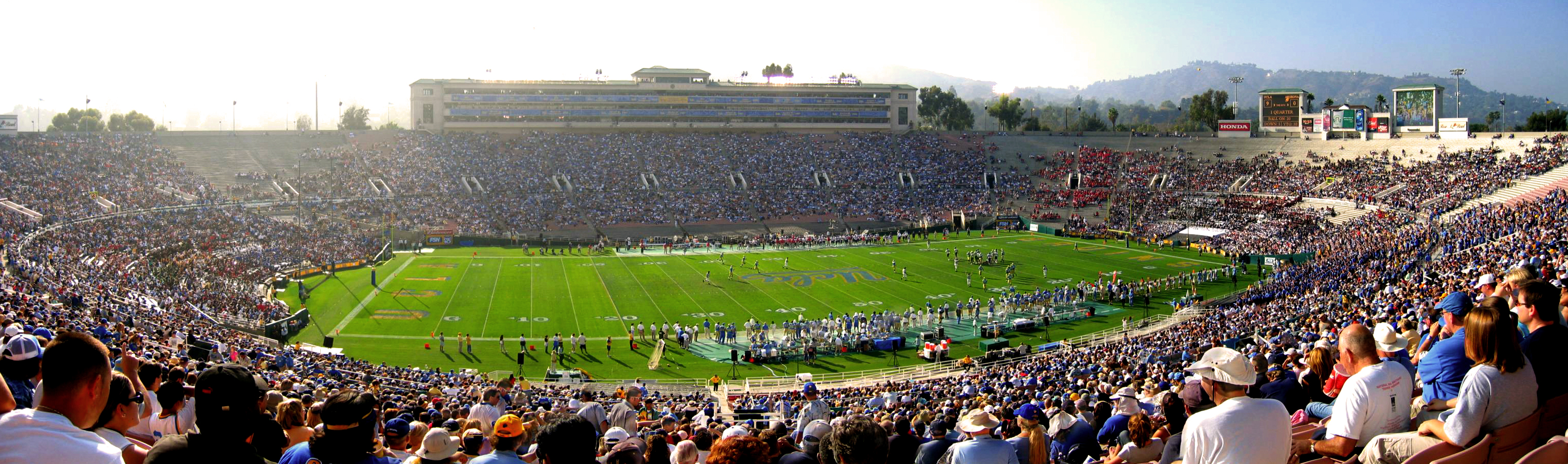
Panorama Rose Bowl

| Data                  | Concert                              | Artiști                  | În deschidere         | Spectatori |
| --------------------- | ------------------------------------ | ------------------------ | --------------------- | ---------- |
| 18 iunie 1988         | Music for the Masses Tour            | Depeche Mode             |                       | 60.452     |
| 3 octombrie 1992      | Guns N' Roses/Metallica Stadium Tour | Metallica, Guns N' Roses | Motörhead, Body Count | –          |
| 16-17 aprilie 1994    | The Division Bell Tour               | Pink Floyd               |                       | –          |
| 25 octombrie 2009     | 360° Tour                            | U2                       |                       | 97.014     |
| 28 iulie 2013         | Legends of the Summer Stadium Tour   | Justin Timberlake, Jay-Z |                       | 63.162     |
| 2-3 august 2014       | On the Run Tour                      | Jay-Z, Beyoncé           |                       | –          |
| 7-8 august 2014       | The Monster Tour                     | Eminem, Rihanna          |                       | –          |
| 11-13 septembrie 2014 | Where We Are Tour                    | One Direction            |                       | –          |